# 所健王宫圣堂
所健圣母染原罪圣殿（法語：Basilique de l'Immaculée-Conception de Kiện Khê）或所健王宫圣堂（法語：Basilique Sở Kiện；越南語：或)是一座天主教的宗座圣殿、原主教座堂，位于越南北部红河三角洲地区的河南省青廉縣县莅健溪市镇，在原東京保護國地区。
教堂由法国传教士所建，1877年开工，1882年完成。东京宗座代牧区（Vicariat apostolique du Tonkin occidental）Paul-François Puginier蒙席举行了祝圣仪式。从1882年至1936 年，这里一直是主教座堂所在地。
2010年6月24日，该堂升格为宗座圣殿，为越南的第四座宗座圣殿。